# کمهار مندی
کمهار مندی (به انگلیسی: Kumhar Mandi) یک منطقهٔ مسکونی در پاکستان است که در پنجاب واقع شده‌است.